# コッチョリ
コッチョリ（朝鮮語: 겉절이）またはチェレギ（朝鮮語: 재래기）は、白菜やレタスなどの野菜を塩で浅漬けや塩揉み、もしくは唐辛子の入ったタレで和えた朝鮮料理。日本では「即席キムチ」、「コッチョリキムチ」と呼ばれることもある。
外見からキムチに分類されることが多いが、調理法からサラダや和え物に分類することもできる。保存を目的としたキムチではないため長期の漬け込みは行われず、一般的なキムチよりやや薄味となっている。発酵させていないので酸っぱくなく、場合により酢で酸味を出す。また唐辛子粉を使わず、辛味、塩味、甘味、旨味のバランスが良い調味料であるコチュジャンをベースとして使用することもある。
日本では、「チョレギサラダ」で知られるが、これは「チェレギ」に由来するという説がある。

## 種類
- ペチュコッチョリ（白菜）
- サンチュコッチョリ（サンチュ）
- オイコッチョリ（キュウリ）
- プチュコッチョリ（ニラ）
- ミンドゥルレコッチョリ（タンポポの若葉）
- シグムチコッチョリ（ほうれん草）

## 日本
「コッチョリ」という名が日本ではあまり定着していないため、コッチョリの製法であっても「キムチ」と呼ばれることも多い。料理店で出される「オイキムチ」は、実際は「オイコッチョリ」であることが多い。また、瓶入りで売られている「キムチの素」は実際は「コッチョリの素」である。
日本においては「チョレギサラダ」が知られているが、本場韓国のコッチョリとはかなり異なる。日本のチョレギサラダは、生のレタスやサンチュに、ごま油をベースにした塩ダレもしくは醤油ダレのドレッシングをかけたものが多い。韓国では必ず辛く味付けするが、日本ではそうでない場合が多く「チョレギソース」と称した辛くないドレッシングまで販売されている。
1970年代から一部の焼肉店で「チョレギ」として提供されるようになり、そこから塩ダレ・醤油ダレ・辛みダレなどを用いた韓国風サラダの総称として「チョレギ」もしくは「コッチョリ」という呼称が使われるようになった。2001年にエバラ食品が「焼肉屋さんのチョレギサラダ」シリーズとして「あっさり塩味」「ピリ辛コチュジャン味」「焙煎ごま醤油味」を販売したことで、「チョレギサラダ」という呼称が広く知られるようになった。

## 語源
大韓民国におけるソウル標準語では、「コッチョリ（겉절이）」と呼び、「チェレギ（재래기）」は慶尚道の方言である。「チョレギ（저레기）」という発音もあるとされるが、ほとんど使われていない。
「チョレギ」という言葉は、日本では商品名とともに広く知られるようになったが、韓国では一部地域で話されているため、チヂミなどと同様に「チョレギ」を知らない韓国人も多い。
上述のように、単なる朝鮮風サラダを「チョレギサラダ」と呼ぶのは、本来の朝鮮語の用法からすると不正確な用法だが、日本では料理名として浸透している。チョレギという朝鮮語を冠した料理が各地の朝鮮料理店で提供されたり、チョレギを冠したドレッシングが販売されている。